# Węgrzyn (województwo świętokrzyskie)
Węgrzyn – wieś w Polsce położona w województwie świętokrzyskim, w powiecie koneckim, w gminie Radoszyce.
Wieś jest siedzibą rzymskokatolickiej parafii Najświętszej Maryi Panny Królowej Świata.
| SIMC    | Nazwa        | Rodzaj     |
| ------- | ------------ | ---------- |
| 0265052 | Mały Węgrzyn | przysiółek |
| 0265046 | Olendry      | część wsi  |

W latach 1975–1998 miejscowość administracyjnie należała do województwa kieleckiego.
Przez wieś przechodzi  niebieski szlak turystyczny z miejscowości Pogorzałe do Kuźniaków.